# Alphonse-Alfred Haentjens
Alphonse-Alfred Haentjens (Nantes, 11 giugno 1824 – Parigi, 11 aprile 1884) è stato un politico e imprenditore francese.
È ricordato in particolare per essere stato il fondatore del movimento politico Appel au peuple di ispirazione filo-bonapartista.

## Biografia

### I primi anni
Alphonse Alfred Haentjens nacque l'11 giugno 1824 a Nantes, nella Loira inferiore. Suo nonno era il mercante protestante Matthias Haentjens, nato a Colonia in Germania nel 1756, il quale si stabilì a Nantes dal 1780 e fece la sua fortuna col commercio di armi e di schiavi. Suo padre era Chrétien-Charles Haëntjens (1790-1836), che divenne proprietario terriero e commerciante con interessi nella ricerca scientifica al punto da fondare una scuola di agricoltura presso Nozay. Sua madre era Adelaide Martin-Lavallée. Il giovane Alphone Alfred studiò a Vendôme al collegio di Vendôme, attuale Lycée Ronsard.
Nel corso della rivolta delle giornate di giugno del 1848 Alphonse Alfred Haentjens combatté come volontario e venne ferito con un colpo di fucile al petto, venendo in seguito decorato per il valor dimostrato. Sposò la figlia del maresciallo Bernard Pierre Magnan. Divenne quindi armatore.
Venne coinvolto anche nel mondo letterario, divenendo uno dei principali azionisti del giornale Le Monde illustré. Fondò nel 1868 il giornale La Sarthe d'ispirazione liberale, che però ebbe corta vita.

### La politica nel secondo impero francese
La residenza e le proprietà di Haentjens si trovavano a Saint-Corneille, nella Sarthe, paese dove egli era anche sindaco.
Divenne consigliere generale della Sarthe dal 1858 al 1870, dapprima per il cantone di Le Grand-Lucé e poi per quello di Montfort.
Alle elezioni del 1º giugno 1863 fu candidato alla camera per il distretto della Sarthe, seggio che ottenne con larga maggioranza.
Haentjens divenne deputato per la Sarthe il 27 aprile 1869, venendo rieletto il 23 maggio di quello stesso anno nelle file del centro-sinistra, ma si distinse sempre per una certa indipendenza nelle proprie esternazioni politiche. Il 14 agosto divenne ufficiale della Legion d'onore.
Votò contrario alla guerra con la Prussia nel 1870.

### Nella terza repubblica
Durante la terza repubblica francese, Haentjens divenne deputato per la Sarthe all'Assemblea Nazionale dall'8 febbraio 1871 al 7 marzo 1876, venendo eletto con 50.467 voti su 84.400 della sua circoscrizione. Sedette questa volta nelle file della destra e fu tra coloro che si opposero alle leggi restrittive contro i membri della famiglia Bonaparte in Francia. Ottenne l'inizio di un'inchiesta sulla questione della Comune di Parigi e venne nominato membro della commissione per le finanze del nuovo governo. Votò a favore della pace con la Germania, contro l'esilio dei principi e per concedere i poteri costituenti all'Assemblea, come pure votò a favore delle dimissioni di Adolphe Thiers, contro il governo di Albert de Broglie e contro le leggi costituzionali.
Haentjens fondò il movimento dell'Appel au peuple sul finire del 1871 che si tramutò in un vero e proprio gruppo politico con l'intento di restaurare gli ideali di imperialismo democratico e libero commercio tipici del secondo impero francese. Cercò per questo il supporto dei ricchi proprietari terrieri della Francia sudoccidentale. Si schierò quindi al fianco dei bonapartisti a destra.
Nelle elezioni del 20 febbraio 1876 Haentjens fu candidato alla costituente di Le Mans e venne eletto al secondo turno. Le elezioni vennero ad ogni modo invalidate, ma col nuovo voto del 21 maggio 1876 venne riconfermato al suo incarico. Sedette nuovamente al fianco dei bonapartisti. Venne rieletto alle elezioni del 14 ottobre 1877. Alle elezioni del 21 ottobre 1881 venne quasi sconfitto dal candidato repubblicano a lui opposto, Paillard-Ducléré, ma l'elezione venne annullata ed egli venne infine eletto il 26 febbraio 1882.
Alphonse Alfred Haentjens morì l'11 aprile 1884 a Parigi.

## Pubblicazioni
Haentjens fu autore di diversi discorsi e proposte di leggi pubblicate dalla camera dei deputati francesi. Tra le altre sue opere si ricordano:
- Alfred-Alphonse Haentjens, Les Crises des banques, lettre à M. le gouverneur de la Banque de France, Paris, impr. de Vallée, 1864,  p. 22.
- Alfred-Alphonse Haentjens, Réductions des impôts, développement du travail, Le Mans, impr. de la "Sarthe", 1879.
- Alfred-Alphonse Haentjens, Observations relatives aux prestations et au déclassement des routes départementales, Le Mans, Impr. de C. Blanchet, 1882,  p. 15.
- Alfred-Alphonse Haentjens, La Ville du Mans contre le Crédit foncier, Le Mans, Impr. de C. Blanchet, 1882.
- Alfred-Alphonse Haentjens, Discours et lettres politiques de M. A. Haentjens, a cura di Charles Fournier-Carville, vol. 1-2, Le Mans, impr. de C. Blanchet, 1886.